# 江若鉄道C9形気動車
江若鉄道C9形気動車（こうじゃくてつどうC9がたきどうしゃ）は、江若鉄道が1935年にまず1両（キニ9）を日本車輌製造本店（日車）で、1両（キニ10）を川崎車輌（川車）でそれぞれ新造し、その後1937年に日車本店で3両（キニ11 - 13）を増備した、大型の旅客・荷物合造ガソリン動車である。
厳密には日車製がC9形、川車製がC10形と異なった形式として新造されたものであるが、同一仕様での2社同時発注による競作であり取り扱い上もほぼ共通であったことから、便宜上本項でまとめて取り扱うこととする。

## 概要
失敗に終わったディーゼルカーのC7形（キハ7・8）（1932年日車本店製）に続いて、C4・C6形（キニ4 - 6）の純粋な増備車として3度日車と川車の競作として設計され、C4・C6形と同様に竣工以来1969年の江若の廃線まで改造を重ねつつ主力車として重用された。
なお、この時点での形式称号に含まれる記号の「C」はgasoline Carから採ったものであったとされる。
基本構造や車体のレイアウトはC4形のそれを踏襲するが、江若とは浜大津で接続する、京阪電鉄京津線に阪津間直通特急用として1934年に投入された、60型「びわこ」号の前頭部意匠を取り入れた流線型車体となった。
前作であるC4・C6形と同様に川車製と日車製では車体の細部仕様に差異が見られたが、今回は台車が菱枠式に統一され、機関や変速機は輸入品を止めて鉄道省制式の国産製品に変更されている。

## 車体
車体構造その他の基本デザインは日車製C4形のそれを踏襲し、車体長17,800mm、最大幅2,600mm、最大高3,590mmの1.6mm厚鋼板を外板に使用する軽量半鋼製車体を備える。
電気溶接が本格普及する前の時期の設計であるためC4形と同様に要部にリベット接合が残されていたが、流線型前頭部の採用で近代的な印象を与えることに成功している。
窓配置および座席配置は概ねC4形に準じるが若干配置の変更が発生しており、浜大津寄り運転台の乗務員扉が荷物扉と兼用とされて省略となり1D'(1)2(1)D 10 D(1)3およびd2(1)D 10 D(1)2(1)D'1（d：乗務員扉、D：客用扉、D'：荷物扉、（1）：戸袋窓、数字：窓数）となった。側窓はC4形の設計を踏襲し二段上昇式となっており、乗務員扉や荷物・客用扉にも横桟が入っていた。
座席は近江今津寄り客用扉から運転台までの側窓3枚分がロングシート、それ以外は通路を挟んで2人掛けの固定式クロスシートを対面式に配し、座席定員66名、立席定員54名で定員120名としている。
前面デザインについては、日車製は同社が前年に手がけた京阪60型電車に準じつつ改良を実施しており、左右窓を2段上昇式とし、中央の運転台部分を固定の1枚窓とした3枚窓構成で、ヘッドライトを屋根の高い位置に流線型のケーシングに納めて取り付けてあった。これに対し、川車製は中央の運転台部分を含めて3枚とも2段窓で、通常型のヘッドライトが中央窓の直上に取り付けられ、更に床下にはこの時期の川車製気動車特有のカウキャッチャー（大型排障器）が装着されていた。
いずれにせよ、これらは気動車設計の試行期を完全に脱してからの作品であり、その設計は当時の技術水準において極めて洗練されたものであった。

## 主要機器
台車は上述の通り、全車ともC4形と共通設計の、つまり枕ばね部分上端が持ち上がった独特の形状の台車枠を備える菱枠式軸バネ台車であった。
台車が日車の設計に一本化されたのは、C1形やC6形が装着した川車製ブリル76E類似構造台車とその吊り掛け式逆転機が機構面で様々な問題を抱えていたためで、C9・C10形では鉄道省が制式採用したこともあり全車に日車の設計が採用されている。
エンジンは、C4・C6形のウォーケシャ6RBに代えて鉄道省がキハ40000・41000形用として設計した制式ガソリン機関であるGMF13（縦型6気筒 定格出力100hp）が発注時にメーカーに対して指定され、全車ともこれを搭載して竣工した。
GMF13はC9・C10形が設計・製造された1935年の時点では鉄道省向け気動車2形式への採用があるのみで、地方私鉄向け気動車への採用実績がなかった。C9・C10形での採用は同業他社に先駆けてのもので、他社での採用は翌1936年になって本格化した。なお、1935年の時点では日車が内燃機関製造に参入前であったため、いずれも川車製GMF13同等品であるKW127が搭載されたが、1937年製は参入後であるため日車製NSK120（GMF13同等品）が搭載されている。
江若は平坦線ゆえにこのクラスで事足りていたが、本来この18m級120人乗り大型車体には、GMH17（定格出力150hp）クラスのより大きな出力を発揮可能な機関の搭載が妥当であり、戦後になって一旦日野製DA54Aディーゼルエンジン（縦型6気筒 公称出力80PS）への換装が実施されたものの、比較的短期間で倍近い出力のDMH17B（縦型8気筒 連続定格出力170PS）への再換装が実施されており、やはり100hp級機関では出力不足であったことがうかがえる。
変速機は機械式で、C4・C6形のコッターFAに代えて省制式機種であるD211が採用され、クラッチ・逆転機についても鉄道省制式品に変更されている。

## 江若鉄道での運用
就役開始後、戦後までの経緯はC4・C6形と同様であるが、本形式のトップナンバーであるキニ9に限っては、代燃車化を目論んで、1942年に梁瀬式隔膜形圧縮ガス装置の取り付けが実施された。
これは琵琶湖沿岸の草津付近で産出される天然ガスを燃料として使用するものであるが、天然ガスを燃料とする場合、各装置について適切な整備が実施されている場合でもガソリン使用時の約8割に出力が低下するため、もともと機関出力が許容下限に近かった本形式の場合、その実用には困難がつきまとった。もっとも、江若の場合沿線に陸軍師団や演習場が立地していて兵員輸送に伴うガソリンの特配が受けられる状況にあったこともあり、事実上天然ガス動車としての使用実績は皆無に等しかったという。
それでも、1946年にキニ11 - 13と共に代燃車化改造申請が出されるまで、キニ9の天然ガスの併用認可はそのまま保持されており、やはりこれはガソリン特配に対するエクスキューズとして実施されたものであったと考えられる。
戦後は上述の通り、陸軍に代わって皇子山にキャンプを設置したアメリカ軍の威光により、1948年より機関の日野DA54Aディーゼルエンジンへの換装を実施したが、この際他私鉄のように代燃装置設置を義務づけられることもなく、そのまま機関換装を行うだけで認可が得られている。しかもその認可自体が、既に機関換装が実施されて実用に供されているという現実を追認する性質のものでしかなかった。
また、この時期には戦中戦後の客車代用としての、あるいは過積載による極めて過酷な使用状況が原因で台枠垂下が発生したことへの対策として、連結器の日車製水津式軽量自動連結器および川車製簡易連結器から鉄道省基本型（柴田式あるいは並形ともいう）自動連結器への交換と、床下へのトラス棒の装着が実施され、連結運転時の衝撃緩和と連結器破損防止、それに車体強度の向上が実現した。
続いて、1950年代中盤に入るとDMH17B（縦型8気筒 連続定格出力170PS）への機関の再換装が実施されたが、出力アップに伴う排気管容量の不足が露呈したためか、浜大津寄り前面の左隅に床下から屋根上までカバー付きの排気管を立ち上げるという、いささか乱暴な改造工事が実施され、「びわこ」スタイルの流線型が大きく崩されることとなった。
その後、1960年3月にキニ12が大鉄車輌工業で車体更新工事を実施され、C-25S形キハ12へ改番された。主な改造内容は、荷物室の撤去と側面窓配置の全面的な変更による等間隔配置化で、窓配置d1D(1)5(1)D1d（D：客用扉、d：乗務員扉、(1)：戸袋窓）の左右対称レイアウトとなり、側窓は上段Hゴム固定、下段アルミサッシ上昇式となり、これに合わせて全面張り替えとなった外板はノーシル・ノーヘッダーの平滑な全溶接組立となった。また、室内灯も蛍光灯化されており、内外共に大幅に近代的な仕上がりとなった。なお、江若鉄道における気動車の形式称号付与ルールはこの時期には変更されており、先頭のアルファベットは座席構造を、数字は自重を、末尾のアルファベットは妻面構造を示すようになっていた。つまり、このC-25S形の場合は「クロスシート設置で自重25t、両端非貫通構造の車両」であることを示す。
もっとも、前面の左右上段と中央窓を元のサイズより一回り小さい寸法でHゴム支持化した結果、「まるでアイスホッケーの面のような」などと形容される異様な前面形状となってしまい、お世辞にも美しいとは言い難い外観となってしまった。
これ以外の各車はそのまま使用されていたが、本形式唯一の川車製であったキニ10は1964年に機関一式を下ろして付随車化され、ハニフ10となり、続いて1965年には両端を切妻化の上貫通路を設置し、荷物扉を埋め、連結器を遊間の少ない日本製鋼所製NCB-II密着自動連結器に再交換し、更に総括制御用信号線を引き通して新構想の「気動車列車」用中間車に改造され、C-22M形ハ5010と改番された。こちらの形式称号の末尾アルファベット「M」は両端貫通構造であることを示し、「クロスシート設置で自重22t、両端貫通構造の車両」という意味になる。
この改造によって窓配置が5(1)D10D(1)3となったハ5010はC-28SM形キハ5121（旧キハ18）・L-29SM形5122（旧キハ19）の中間車として組み込まれ、ラッシュ時に威力を発揮した。だが、その反面編成両数の1両単位での増減が困難となって昼間などの閑散時間帯の使用に適さず、日中は三井寺下の車庫で待機状態に置かれるなど、3両固定編成は江若鉄道の輸送実態では不経済な一面が表面化した。

## 江若鉄道廃止後
1969年の江若鉄道線廃止時に、キニ9・11はそのまま三井寺下車庫で解体処分された。
これに対し、ハ5010は関東鉄道へ譲渡され、竜ヶ崎線で使用されたが、1971年の同線ワンマン化実施で常総線へ転属してキハ900形に挟まれて使用され、この間にキサハ71へ改番された。その後、筑波線へ再転属し、ここで1974年まで使用された。
また、更新車であるキハ12と、本形式のラストナンバーであるキニ13はDD1352と共に岡山臨港鉄道へ譲渡され、キハ5001・5002となったが、キハ5002は未更新のため老朽化が著しく、水島臨海鉄道からのキハ7000形導入後、1980年に廃車解体された。残るキハ5001は1984年の同鉄道廃止まで使用された後、岡山市内にある旭川荘厚生専門学院に保存されていたが現存しない。